# 2002 no Brasil
Esta é uma cronologia de fatos e acontecimentos do ano de 2002 no Brasil.

## Incumbente
- Presidente do Brasil - Fernando Henrique Cardoso (1995–2003)
- Vice-Presidente do Brasil - Marco Maciel (1995–2003)
- Presidente da Câmara dos Deputados
  - Aécio Neves (2001–2002)
  - Efraim Morais (2002–2003)
- Presidente do Senado Federal
  - Ramez Tebet (2001–2003)

## Eventos
- 20 de janeiro: O prefeito de Santo André, Celso Daniel, é encontrado morto com ao menos de 7 tiros depois de ter sido sequestrado em São Paulo.[1]
- 12 de fevereiro: Gaviões da Fiel conquista o terceiro título do carnaval de São Paulo.[2]
- 13 de fevereiro: A Estação Primeira de Mangueira conquista o décimo oitavo título do Carnaval do Rio de Janeiro com 0.1 de diferença para a vice-campeã Beija-Flor.[3]
- 15 de fevereiro: Em pronunciamento pela televisão, o presidente Fernando Henrique Cardoso anuncia o fim do racionamento de energia elétrica.[4]
- 16 de maio: O coronel Mário Colares Pantoja é condenado a 228 anos de prisão pela morte de 19 sem-terra no Massacre dos Carajás.[5]
- 2 de junho: O jornalista Tim Lopes é sequestrado e assassinado por narcotraficantes na favela da Grota, no Rio de Janeiro.[6]
- 5 de junho: O cantor Belo se entrega à Polícia dias após ter sua prisão preventiva por associação para o tráfico decretada.[7]
- 13 de julho: Acidente na Rodovia Presidente Dutra, altura de Seropédica, mata o cantor Claudinho, da dupla Claudinho & Buchecha.[8]
- 24 de julho: Francisco de Assis Pereira, o Maníaco do Parque, é condenado a mais de 121 anos de prisão pela morte de cinco mulheres em São Paulo.[9]
- 25 de julho: O Sistema de Vigilância da Amazônia é inaugurado em Manaus pelo presidente Fernando Henrique Cardoso.
- 28 de julho: O programa Planeta Xuxa é encerrado após a apresentadora Xuxa Meneghel, que desejava trabalhar novamente para o público infantil, romper com sua empresária Marlene Mattos.
- 2 de agosto: Palanque do candidato a Presidência da República Anthony Garotinho (PSB) cai durante comício no Rio de Janeiro, ferindo 18 pessoas.[10]
- 25 de setembro: Prédio de cinco andares desaba no Centro do Rio de Janeiro. Duas pessoas morreram e outras três ficaram feridas.[11]
- 27 de outubro: Luiz Inácio Lula da Silva, do PT, é eleito o 35° presidente do Brasil com mais de 52 milhões de votos na eleição presidencial.[12]
- 31 de outubro: O engenheiro Manfred von Richthofen e a psiquiatra Marísia von Richthofen são assassinados enquanto dormiam pelos irmãos Daniel e Cristian Cravinhos a mando da filha do casal, Suzane von Richthofen. O caso tornou-se um dos crimes mais noticiados e chocantes da história criminal do Brasil.[carece de fontes?]
- 9 de dezembro: Fortes chuvas matam 34 e deixam mais de 1.500 desabrigados em Angra dos Reis.[13]

## Esportes
- 24 de janeiro: O San Lorenzo conquista a Copa Mercosul de 2001 ao derrotar o Flamengo na disputa por pênaltis (4-3) após empate por 1-1 no tempo regulamentar.[14]
- 12 de maio: Corinthians conquista o título do Torneio Rio-São Paulo ao derrotar o São Paulo na decisão com uma vitória por 3-2 e um empate em 1-1, ambos no Estádio do Morumbi.[15]
- 15 de maio: Corinthians vence a Copa do Brasil ao derrotar o Brasiliense na final com uma vitória por 2-1 no Estádio do Morumbi e um empate de 1-1 na Boca do Jacaré.[16]
- 30 de junho: A Seleção Brasileira conquista o quinto título da Copa do Mundo de Futebol ao derrotar a Alemanha na final por 2-0, com dois gols de Ronaldo, em Yokohama, no Japão.[17]
- 31 de julho: O paraguaio Club Olímpia vence a Copa Libertadores da América no Estádio do Pacaembu ao superar o São Caetano no tempo regulamentar (2-1) e na disputa por pênaltis (4-2).[18]
- 4 de agosto: Com o resultado de 4-3 no tempo regulamentar e 3-0 nos pênaltis, o Paysandu derrota o Cruzeiro no Estádio do Castelão e conquista o título da Copa dos Campeões.[19]
- 5 de outubro: Cristiano da Matta vence o Grand Prix Americas, em Miami, e conquista o título da Fórmula Mundial da CART.[20]
- 13 de outubro: Brasil conquista seu primeiro título do Mundial de Vôlei Masculino ao vencer a Rússia em Buenos Aires por 3 sets a 2.[21]
- 17 de novembro: Com derrotas para Vitória e São Paulo, respectivamente, Palmeiras e Botafogo são rebaixados para a Série B do Campeonato Brasileiro pela primeira vez.
- 15 de dezembro: Santos conquista o título do Campeonato Brasileiro ao derrotar o Corinthians na final com duas vitórias por 2-0 e 3-2, ambas no Estádio do Morumbi. Foi o primeiro título nacional do clube desde a criação da competição, em 1971.[22]

## Nascimentos
- 19 de janeiro: Reinier Jesus Carvalho, futebolista.
- 1 de fevereiro: João Guilherme, ator.
- 19 de fevereiro: Cauê Campos, ator
- 22 de maio: Maisa Silva, apresentadora e atriz.
- 31 de julho: João Gomes, cantor.
- 17 de dezembro: Guilherme Seta, ator.

## Mortes
- 9 de janeiro: José Bonifácio Coutinho Nogueira, empresário e político (n. 1923).
- 14 de janeiro: Marcos Leite, maestro, compositor e arranjador (n. 1953).
- 18 de janeiro: Celso Daniel, político (n. 1951).
- 19 de janeiro: Vavá, futebolista (n. 1934).
- 2 de junho: Tim Lopes, jornalista (n. 1950).
- 30 de junho: Chico Xavier, médium (n. 1910).
- 13 de julho: Claudinho, cantor e integrante da dupla Claudinho & Buchecha (n. 1975).
- 31 de agosto: Márcio José, cantor (n. 1942).